# Noodtiella pacifica
Noodtiella pacifica is een eenoogkreeftjessoort uit de familie van de Ectinosomatidae. De wetenschappelijke naam van de soort is voor het eerst geldig gepubliceerd in 1987 door Mielke.